# 1991年ベルギーグランプリ
1991年ベルギーグランプリは、1991年F1世界選手権の第11戦として、1991年8月25日にスパ・フランコルシャンで開催された。

## 概要
このレースを前にして、ジョーダンのベルトラン・ガショーがシーズン前に起こしたタクシー運転手との喧嘩騒動で実刑判決を受け、刑務所に収監された。ガショーは護身用として、イギリス国内で使用が禁止されているCSガススプレーを使用した。スパに集まったドライバー達は"Gachot Why?"と書かれたTシャツを着てガショーの釈放をアピールした。
ジョーダンは代役としてザウバー・メルセデスの一員としてスポーツカー世界選手権 (SWC) に参戦中のミハエル・シューマッハを起用した。
亜久里は今シーズン初めての予選落ちとなった。

## 予選
シーズン後半に予備予選の対象となったフットワークのアレックス・カフィが、3度目の予備予選で初めて予選に進出した。
予選ではアイルトン・セナが2位のアラン・プロストに1秒の差をつけてポールポジションを獲得。ホンダエンジンは今回から可変吸気トランペットを投入した。チームメイトのゲルハルト・ベルガーは予選1回目は2位だったが、2回目の予選ではタイムを記録する前にエンジンが壊れ、乗り換えたスペアカーでタイムアタックをする前にチェッカーフラッグが振られたため、タイムを記録することができなかった。
リカルド・パトレーゼは予選中のランダムな車両検査の際にリバースギアに入れることができず、2番グリッドに相当した2回目の予選タイムを取り消された。このため、決勝は17番グリッドからスタートすることになった。
デビュー戦となるシューマッハは、チームメイトのアンドレア・デ・チェザリスを上回る7番グリッドを獲得。土曜フリー走行5位、日曜朝のウォームアップ走行4位と、安定した速さをみせた。

### 予備予選結果
| 順位 | No | ドライバー                   | コンストラクタ           | タイム   |
| ---- | -- | ---------------------------- | ------------------------ | -------- |
| 1    | 7  | マーティン・ブランドル       | ブラバム・ヤマハ         | 1'54.929 |
| 2    | 8  | マーク・ブランデル           | ブラバム・ヤマハ         | 1'56.446 |
| 3    | 14 | オリビエ・グルイヤール       | フォンドメタル・フォード | 1'58.447 |
| 4    | 10 | アレックス・カフィ           | フットワーク・フォード   | 1'59.460 |
| DNPQ | 9  | ミケーレ・アルボレート       | フットワーク・フォード   | 1'59.910 |
| DNPQ | 17 | ガブリエル・タルキーニ       | AGS・フォード            | 1'59.972 |
| DNPQ | 31 | ペドロ・チャベス             | コローニ・フォード       | 2'01.921 |
| DNPQ | 18 | ファブリツィオ・バルバッツァ | AGS・フォード            | 2'03.766 |

### 予選結果
| 順位 | No | ドライバー                   | コンストラクタ           | 1回目    | 2回目     |
| ---- | -- | ---------------------------- | ------------------------ | -------- | --------- |
| 1    | 1  | アイルトン・セナ             | マクラーレン・ホンダ     | 1'49.100 | 1'47.811  |
| 2    | 27 | アラン・プロスト             | フェラーリ               | 1'51.369 | 1'48.821  |
| 3    | 5  | ナイジェル・マンセル         | ウィリアムズ・ルノー     | 1'50.666 | 1'48.828  |
| 4    | 2  | ゲルハルト・ベルガー         | マクラーレン・ホンダ     | 1'49.485 | -         |
| 5    | 28 | ジャン・アレジ               | フェラーリ               | 1'51.832 | 1'49.974  |
| 6    | 20 | ネルソン・ピケ               | ベネトン・フォード       | 1'53.371 | 1'50.540  |
| 7    | 32 | ミハエル・シューマッハ       | ジョーダン・フォード     | 1'53.290 | 1'51.212  |
| 8    | 19 | ロベルト・モレノ             | ベネトン・フォード       | 1'53.664 | 1'51.283  |
| 9    | 23 | ピエルルイジ・マルティニ     | ミナルディ・フェラーリ   | 1'53.460 | 1'51.299  |
| 10   | 4  | ステファノ・モデナ           | ティレル・ホンダ         | 1'52.899 | 1'51.307  |
| 11   | 33 | アンドレア・デ・チェザリス   | ジョーダン・フォード     | 1'54.186 | 1'51.986  |
| 12   | 16 | イヴァン・カペリ             | レイトンハウス・イルモア | 1'53.603 | 1'52.113  |
| 13   | 8  | マーク・ブランデル           | ブラバム・ヤマハ         | 1'54.814 | 1'52.377  |
| 14   | 22 | J.J.レート                   | ダラーラ・ジャッド       | 1'54.211 | 1'52.417  |
| 15   | 15 | マウリシオ・グージェルミン   | レイトンハウス・イルモア | 1'56.027 | 1'52.623  |
| 16   | 7  | マーティン・ブランドル       | ブラバム・ヤマハ         | 1'54.921 | 1'52.626  |
| 17   | 6  | リカルド・パトレーゼ         | ウィリアムズ・ルノー     | 1'52.646 | 1'48.661* |
| 18   | 25 | ティエリー・ブーツェン       | リジェ・ランボルギーニ   | 1'54.446 | 1'52.709  |
| 19   | 24 | ジャンニ・モルビデリ         | ミナルディ・フェラーリ   | 1'57.232 | 1'52.896  |
| 20   | 29 | エリック・ベルナール         | ローラ・フォード         | 1'55.679 | 1'53.309  |
| 21   | 12 | ジョニー・ハーバート         | ロータス・ジャッド       | 1'55.523 | 1'53.361  |
| 22   | 3  | 中嶋悟                       | ティレル・ホンダ         | 1'55.874 | 1'53.494  |
| 23   | 14 | オリビエ・グルイヤール       | フォンドメタル・フォード | 1'55.945 | 1'53.628  |
| 24   | 11 | ミカ・ハッキネン             | ロータス・ジャッド       | 1'55.483 | 1'53.799  |
| 25   | 21 | エマニュエル・ピロ           | ダラーラ・ジャッド       | 1'56.131 | 1'53.839  |
| 26   | 26 | エリック・コマス             | リジェ・ランボルギーニ   | 1'56.218 | 1'53.847  |
| DNQ  | 30 | 鈴木亜久里                   | ローラ・フォード         | 1'56.594 | 1'53.869  |
| DNQ  | 34 | ニコラ・ラリーニ             | ランボ・ランボルギーニ   | 1'56.561 | 1'54.781  |
| DNQ  | 10 | アレックス・カフィ           | フットワーク・フォード   | 1'57.556 | 1'57.338  |
| DNQ  | 35 | エリック・ヴァン・デ・ポール | ランボ・ランボルギーニ   | -        | 1'57.746  |

- パトレーゼの2日目タイムは、セッション中の抜き打ち検査でリバースギアが動作せず取り消し

## 決勝
気温は22度と高くはなかったものの、上位にリタイアが多くサバイバルレースとなった。
予選で注目されたシューマッハは1コーナーのラ・ソースで5番手に順位を上げたが、直後にクラッチを壊して0周リタイアとなった。予選2位のプロストはスタート直後ナイジェル・マンセルに抜かれた上、3周目に燃料漏れを起こしリタイヤした。
トップのセナはタイヤ交換でタイムロスして順位を落とす。これでマンセルが首位に立つが、23周目に電気系トラブルによりギアが壊れリタイアした。ジャン・アレジはタイヤ無交換作戦で首位を快走したが、31周目にエンジンから白煙を吹き上げてリタイアした。
セナが再び首位に立つが、ギアボックストラブルでペースが上がらず、2位チェザリスの追い上げを受ける。新チームのジョーダンに初優勝の可能性が見えたが、残り3周でオイル切れによりエンジンが壊れチェザリスはマシンを止めた（13位完走扱い）。
セナはそのまま優勝し、2位ベルガーとともにマクラーレンがワンツーフィニッシュ。セナのドライバーズチャンピオン、そしてマクラーレンのコンストラクターズチャンピオンに向け勢いづく結果となった。ベルガーはピットストップに17秒近くを費やし、ピットアウト時にスピンして一時は9位にまで落ちたところから挽回した。3位のネルソン・ピケは現役最後の表彰台となった。チームメイトのロベルト・モレノはF1で自身唯一のファステストラップを記録した。

### 決勝結果
| 順位 | No | ドライバー                   | チーム                   | 周回 | タイム/リタイア | グリッド | ポイント |
| ---- | -- | ---------------------------- | ------------------------ | ---- | --------------- | -------- | -------- |
| 1    | 1  | アイルトン・セナ             | マクラーレン・ホンダ     | 44   | 1:27'17.669     | 1        | 10       |
| 2    | 2  | ゲルハルト・ベルガー         | マクラーレン・ホンダ     | 44   | + 1.901         | 4        | 6        |
| 3    | 20 | ネルソン・ピケ               | ベネトン・フォード       | 44   | + 32.176        | 6        | 4        |
| 4    | 19 | ロベルト・モレノ             | ベネトン・フォード       | 44   | + 37.310        | 8        | 3        |
| 5    | 6  | リカルド・パトレーゼ         | ウィリアムズ・ルノー     | 44   | + 57.187        | 17       | 2        |
| 6    | 8  | マーク・ブランデル           | ブラバム・ヤマハ         | 44   | + 1'40.035      | 13       | 1        |
| 7    | 12 | ジョニー・ハーバート         | ロータス・ジャッド       | 44   | + 1'44.599      | 21       |          |
| 8    | 21 | エマニュエル・ピロ           | ダラーラ・ジャッド       | 43   | 1周遅れ         | 25       |          |
| 9    | 7  | マーティン・ブランドル       | ブラバム・ヤマハ         | 43   | 1周遅れ         | 16       |          |
| 10   | 14 | オリビエ・グルイヤール       | フォンドメタル・フォード | 43   | 1周遅れ         | 23       |          |
| 11   | 25 | ティエリー・ブーツェン       | リジェ・ランボルギーニ   | 43   | 1周遅れ         | 18       |          |
| 12   | 23 | ピエルルイジ・マルティニ     | ミナルディ・フェラーリ   | 42   | ギアボックス    | 9        |          |
| 13   | 33 | アンドレア・デ・チェザリス   | ジョーダン・フォード     | 41   | エンジン        | 11       |          |
| Ret  | 4  | ステファノ・モデナ           | ティレル・ホンダ         | 33   | オイル漏れ      | 10       |          |
| Ret  | 22 | J.J.レート                   | ダラーラ・ジャッド       | 33   | 油圧            | 14       |          |
| Ret  | 28 | ジャン・アレジ               | フェラーリ               | 30   | エンジン        | 5        |          |
| Ret  | 24 | ジャンニ・モルビデリ         | ミナルディ・フェラーリ   | 29   | ギアボックス    | 19       |          |
| Ret  | 11 | ミカ・ハッキネン             | ロータス・ジャッド       | 25   | エンジン        | 24       |          |
| Ret  | 26 | エリック・コマス             | リジェ・ランボルギーニ   | 25   | エンジン        | 26       |          |
| Ret  | 5  | ナイジェル・マンセル         | ウィリアムズ・ルノー     | 22   | 電気系          | 3        |          |
| Ret  | 29 | エリック・ベルナール         | ローラ・フォード         | 21   | ギアボックス    | 20       |          |
| Ret  | 16 | イヴァン・カペリ             | レイトンハウス・イルモア | 13   | エンジン        | 12       |          |
| Ret  | 3  | 中嶋悟                       | ティレル・ホンダ         | 7    | スピンオフ      | 22       |          |
| Ret  | 27 | アラン・プロスト             | フェラーリ               | 2    | 燃料漏れ        | 2        |          |
| Ret  | 15 | マウリシオ・グージェルミン   | レイトンハウス・イルモア | 1    | エンジン        | 15       |          |
| Ret  | 32 | ミハエル・シューマッハ       | ジョーダン・フォード     | 0    | クラッチ        | 7        |          |
| DNQ  | 30 | 鈴木亜久里                   | ローラ・フォード         |      |                 |          |          |
| DNQ  | 34 | ニコラ・ラリーニ             | ランボ・ランボルギーニ   |      |                 |          |          |
| DNQ  | 10 | アレックス・カフィ           | フットワーク・フォード   |      |                 |          |          |
| DNQ  | 35 | エリック・ヴァン・デ・ポール | ランボ・ランボルギーニ   |      |                 |          |          |
| DNPQ | 9  | ミケーレ・アルボレート       | フットワーク・フォード   |      |                 |          |          |
| DNPQ | 17 | ガブリエル・タルキーニ       | AGS・フォード            |      |                 |          |          |
| DNPQ | 31 | ペドロ・チャベス             | コローニ・フォード       |      |                 |          |          |
| DNPQ | 18 | ファブリツィオ・バルバッツァ | AGS・フォード            |      |                 |          |          |

- DNQは予選落ち、DNPQは予備予選落ち
- 予備予選、予選、決勝順位は、F1グランプリ年鑑[3]および公式サイト[4]より。